# Lasiodora klugi
Lasiodora klugi — вид пауков-птицеедов из рода Lasiodora.

## Описание
Внешне очень похож на Lasiodora parahybana, различия лишь в том, что у Lasiodora klugi волоски на абдомене темнее. Эндемик тропических лесов Бразилии. Является одним из крупнейших пауков в мире, достигает 8—9 см по телу и до 20 см в размахе ног.
Самки живут 15 — 20 лет, самцы — 3-4 года.